# روجيرو ديوداتو
روجيرو ديوداتو (بالإيطالية: Ruggero Deodato) هو كاتب سيناريو ومخرج وممثل إيطالي، ولد في 7 مايو 1939 ببوتنسا في إيطاليا.

## أعمال

### أفلام
- (1980) إبادة أكلة لحوم البشر
- (2007) النزل 2[6]

## وصلات خارجية
- روجيرو ديوداتو على موقع IMDb (الإنجليزية)
- روجيرو ديوداتو على موقع ميتاكريتيك (الإنجليزية)
- روجيرو ديوداتو على موقع روتن توميتوز (الإنجليزية)
- روجيرو ديوداتو على موقع ألو سيني (الفرنسية)
- روجيرو ديوداتو على موقع ميوزك برينز (الإنجليزية)
- روجيرو ديوداتو على موقع أول موفي (الإنجليزية)
- روجيرو ديوداتو على موقع قاعدة بيانات الأفلام السويدية (السويدية)
- روجيرو ديوداتو على موقع إن إن دي بي (الإنجليزية)
- روجيرو ديوداتو على موقع قاعدة بيانات الفيلم (الإنجليزية)
- روجيرو ديوداتو على موقع كينوبويسك (الروسية)